# Пієріди
Пієріди, також Піерійські музи (грец. Πιερίδες) — дев'ять дочок македонського царя Пієра, який назвав їх іменами дев'яти муз.
Пієріди викликали на змагання в співі муз, які перемогли їх і за зухвальство перетворили на сорок. Поети часто ототожнювали Пієрід з музами.